# Ingrid Nettervik
Ingrid Birgitta Nettervik, född 14 mars 1936 i Alingsås stadsförsamling, död 13 maj 2023 i Skogslyckans distrikt i Växjö, var en svensk litteraturvetare.
Nettervik var lektor i svenska och engelska vid gymnasiet Teknikum i Växjö från 1968 till 1989. Därefter undervisade hon i litteraturvetenskap vid högskolorna i Karlstad och Växjö fram till 2003. Nettervik var även engagerad i Svensklärarföreningen, i Vilhelm Moberg-sällskapet som ordförande och i Smålands Akademi som sekreterare och senare hedersledamot.